# Calumma guillaumeti
Calumma guillaumeti е вид влечуго от семейство Хамелеонови (Chamaeleonidae). Видът не е застрашен от изчезване.

## Разпространение и местообитание
Разпространен е в Мадагаскар.
Обитава гористи местности, планини, възвишения и плата.

## Описание
Популацията на вида е намаляваща.